# 소고 (백화점)
소고(일본어: そごう, 영어: SOGO)는 세븐 & 아이 홀딩스의 산하 주식회사 소고 & 세이부가 운영하는 일본의 백화점 체인이다.

## 같이 보기
- 세이부 백화점